# Marchesato di Militello
Il Marchesato di Militello (in latino Marchesatus Militellum, in spagnolo Marquesado de Militello) fu uno stato feudale esistito in Sicilia tra il XVI e il XIX secolo. Il suo territorio corrispondeva all'odierno comune di Militello in Val di Catania, in provincia di Catania

## Storia
Il castello e la città di Militello, nella Val di Noto, nel 1248 furono concessi in feudo al miles Bonifacio Camerana, di origine lombarda, da parte dell'imperatore Federico II di Svevia. Secondo alcuni studiosi contemporanei il privilegio con cui Federico diede al Camerana la signoria su Militello, rappresenterebbe un "falso" dell'epoca prodotto dal sovrano svevo per sanare privilegi preesistenti. In epoca angioina, il re Carlo I d'Angiò nel 1266 assegnò Militello ad Alaimo da Lentini, che la ebbe confiscata nel 1287 sotto il regno di Giacomo II d'Aragona per l'accusa di fellonia a suo carico e per il quale venne giustiziato.
Nel 1292, i Camerana ebbero restituita la signoria di Militello, che possedettero fino ai primi del XIV secolo: la famiglia si estinse in linea maschile con Giovanni Camerana, il quale, non avendo avuto eredi, poco prima della sua morte avvenuta nel 1303, per disposizione testamentaria lasciò i suoi beni fondiari e feudali al nipote Abbo Barresi Camerana, figlio della sorella Giovanna. Il Barresi, ricevette l'investitura reale della Signoria di Militello con privilegio dato nel 1318 dl re aragonese Federico III di Sicilia. Nel 1392, Abbo Barresi Alagona, figlio di Giovanni e nipote di Abbo, accusato di fellonia dal re Martino I di Sicilia, ebbe confiscata Militello; ottenuto il perdono reale l'anno seguente, la signoria di Militello venne assegnata ad Antonello Barresi, figlio di Blasco, quest'ultimo fratello di Abbo, che ne ricevette investitura il 2 gennaio 1394.
Con i Barresi, e sotto le signorie di Blasco II (1432-1455), Antonio Pietro (1455-1500) e Giambattista (1500-1524), Militello uscì da una marginalità provinciale per iscriversi nella temperie storico-artistica del resto di Sicilia e d'Italia, come documentano commissioni di pregio quali le sculture di Domenico Gagini, di Francesco Laurana, il sarcofago di Blasco II, la Pala della Natività di Andrea della Robbia e il portale di Santa Maria, attribuito ad Antonello Gagini. Con Vincenzo Barresi Branciforte, signore di Militello, il feudo fu elevato marchesato: con privilegio dato il 24 ottobre 1564 dal re Filippo II di Spagna ottenne l'investitura a I marchese di Militello. Il Barresi non ebbe figli, e nel possesso del Marchesato gli succedette la sorella Caterina, che nel 1571 sposò Fabrizio Branciforte Barresi, conte di Mazzarino, ed attraverso questa unione passava in dote ai Branciforte.
I Branciforte tennero il possesso del Marchesato di Militello fino all'abolizione del feudalesimo avvenuta nel Regno di Sicilia nel 1812, a seguito della promulgazione della Costituzione siciliana concessa dal re Ferdinando III di Borbone. I Principi di Butera si estinsero in linea maschile a metà XIX secolo, e poiché l'ultima rampolla del casato, Stefania Branciforte Branciforte (1788-1843), figlia della principessa Caterina Branciforte Reggio (1768-1816), nel 1805 sposò Giuseppe Lanza Branciforte, VIII principe di Trabia, in conseguenza di questa unione tutti i titoli e beni della famiglia Branciforte, tra cui il titolo di Marchese di Militello, pervennero ai Lanza.

## Cronotassi dei Marchesi di Militello

### Periodo feudale
- Vincenzo Barresi Branciforte (1564-1566)
- Caterina Barresi Branciforte (1566-1605)
- Francesco Branciforte Barresi (1605-1622)
- Margherita d'Austria Branciforte (1622-1661)
- Giuseppe Branciforte Branciforte (1661-1675)
- Carlo Maria Carafa Branciforte (1675-1695)
- Giulia Carafa Branciforte (1695-1705)
- Niccolò Placido Branciforte del Carretto (1705-1726)
- Caterina Branciforte Ventimiglia (1727-1763)
- Ercole Michele Branciforte Gravina (1763-1765)
- Salvatore Branciforte Branciforte (1765-1799)
- Ercole Michele Branciforte Pignatelli (1800-1812)

### Periodo post-feudale
- Ercole Michele Branciforte Pignatelli (1812-1814)
- Caterina Branciforte Reggio (1814-1816)
- Stefania Branciforte Branciforte (1816-1843)
- Pietro Emanuele Lanza Branciforte (1843-1855)
- Giuseppe Lanza Branciforte Spinelli (1855-1868)
- Pietro Lanza Branciforte Galeotti (1868-1929)
- Ottavio Lanza Branciforte Galeotti (1929-1938)
- Francesco Giuseppe Lanza Branciforte Fardella (1938-1954)
- Manfredi Lanza Branciforte de Luca (1954-1995)
- Pietro Lanza Branciforte de Luca (1995-oggi)